# Escudo de Rumania
El escudo de Rumania fue aprobado por el Parlamento en 1989.
En el escudo, un campo de azur, figura un águila de oro, con pico y garras de gules que sostiene en su pico una cruz ortodoxa de oro y, con sus garras, un cetro y una espada de plata, símbolos de la soberanía: El sable es una representación del que perteneció al vaivoda de Moldavia, Esteban el Grande (1433-1504) y el cetro de Miguel el Valiente (1593-1601), príncipe de Transilvania, Valaquia y Moldavia que unificó por primera vez los principados rumanos. Sobre el pecho del águila se sitúa un escudo cuartelado con los blasones de las provincias históricas rumanas (Valaquia, Moldavia, Transilvania, Banato y Crişana) con cheurrón en el que figuran dos delfines símbolo de la región marítima del país.
El primer cuartel corresponde a Valaquia. En un campo de azur, figura un águila de oro con pico y garras de gules que sostiene en el pico una cruz ortodoxa de oro, un sol de oro a la derecha y un novilunio de oro a la izquierda.
En el segundo cuartel figuran los símbolos de Moldavia, en un campo de gules, una cabeza de sable de uro con una estrella de cinco puntas entre las astas, una rosa de cinco pétalos (a la derecha) y un creciente (a la izquierda) ambos de plata.
El tercer cuartel corresponde a Banato (y Oltenia). Es un campo de gules en el que aparece representado, sobre olas de azur, el puente sobre el Danubio del emperador romano Trajano, un puente dorado de dos luces sobre el que se sitúa un león rampante, linguado, uñado y armado de oro que alza un espadón.
En el cuarto cuartel aparece el blasón de Transilvania, Maramures y Crisana. Consiste en un campo cortado por un trangle (faja de mayor grosor) de gules. En su mitad superior, de azur, un águila de sable con pico de oro que sale de la faja divisoria junto a un sol de oro, a la derecha, y un creciente de plata, a la izquierda; en la mitad inferior, de oro, siete torres de gules, almenadas, colocadas en dos filas, cuatro y tres. 
Entado en la punta, representando a Dobruja, sobre un campo de azul: dos delfines de oro afrontados, de colas alzadas.
El origen del escudo de Rumania se remonta a 1872, cuando el gobierno adoptó como emblema heráldico la figura del águila que porta la cruz, la espada y el cetro y los blasones de las provincias: Valaquia, Moldavia, Bucovina, Transilvania, Maramures y Crisana, Banato y Oltenia. Estas armas, a diferencia de las actuales, estaban timbradas con la corona real de Rumania. En 1921 se incorporaron al conjunto descrito un escusón, en el centro, con los colores de la Casa de Hohenzollern (que reinó en el país desde 1866 hasta 1947) y, en cheurrón, los delfines símbolo de Dobruja, la región marítima del país.
En 1948 la nueva República Popular adoptó un escudo según el modelo socialista, que se colocó también en medio de la bandera. Consistía en un paisaje con un sol naciente, un tractor y una torre de extracción de petróleo, todo rodeado por dos haces de espigas de trigo unidas por una cinta con los colores de la bandera rumana. Hubo cuatro variantes.
Tras la Revolución rumana de 1989 se adoptó el escudo de armas actualmente vigente.

## Escudos históricos

Escudo de armas del Principado de Rumania (1867-1872)
Escudo de armas del Principado de Rumania (1872-1881)
Escudo del Reino de Rumania (1881-1921)
Escudo de armas menor del Reino de Rumania (1922-1947)
Escudo de armas mediano del Reino de Rumania (1922-1947)
Escudo del Reino de Rumania (1921-1947)
Escudo de armas del Estado Nacional Legionario (1940-1941)
Escudo de la República Popular de Rumania, utilizado entre el 8 de enero y el 28 de marzo de 1948.
Escudo de armas de la República Popular de Rumania (1948-1952)
Escudo de armas de la República Popular de Rumania (1952-1965)
Escudo de armas de la República Socialista de Rumania (1965-1989)
Emblema de Rumania (de facto, 1990-1992)
Escudo de armas de Rumania (1992-2016)
El escudo de armas de Rumania desde 2016 (reemplazó completamente la versión anterior a fines de 2018)